# Megasoma elephas
Il Megasoma elefante (Megasoma elephas (Fabricius, 1775)) è un coleottero della famiglia Scarabaeidae.

## Descrizione

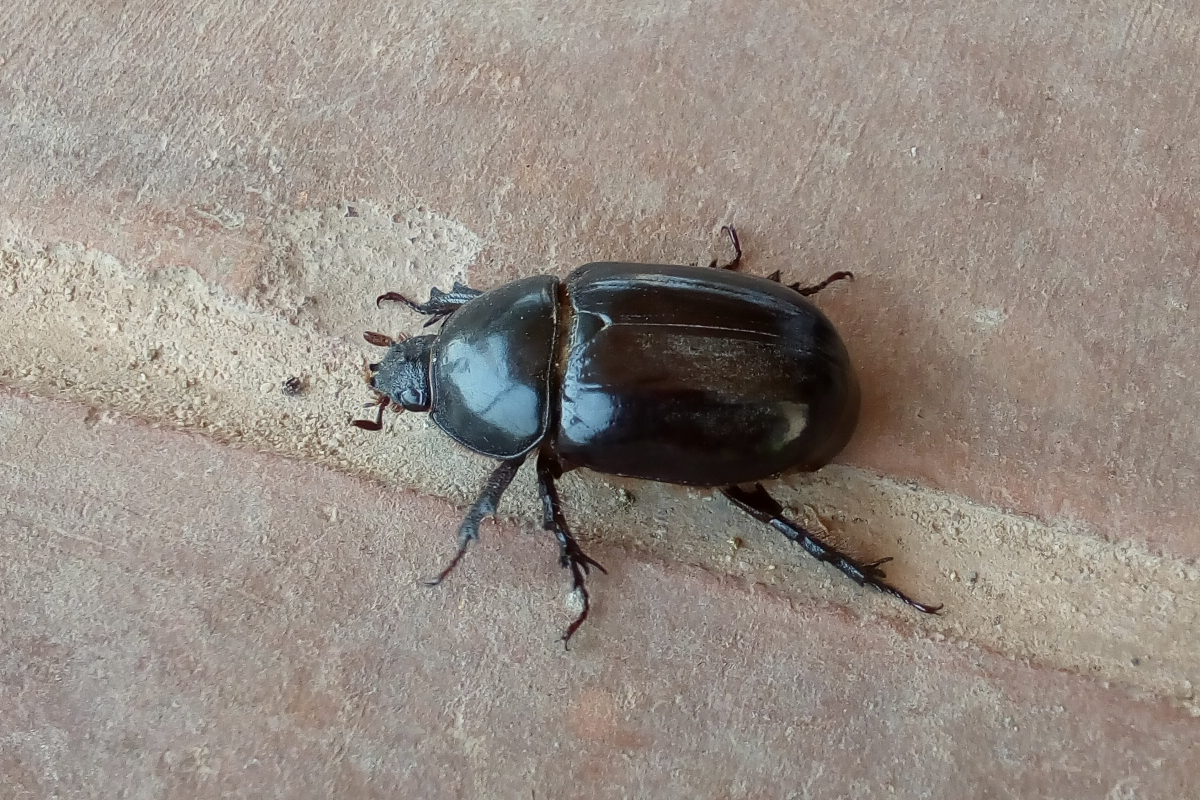
Esemplare femminile.

Sono di colore nero e sono ricoperti da un sottile strato di peli che crescono sopra la elitre dello scarabeo. I maschi, a differenza delle femmine che ne sono prive, hanno due corna, utilizzate per la difesa personale e del territorio.
Le sue dimensioni variano da 7 a 12 cm.

## Distribuzione e habitat
Questo scarabeo si trova soprattutto nella parte meridionale dell'America Settentrionale .

## Biologia
Sono animali prevalentemente notturni e si nutrono di frutti come l'ananas.
Le larve, bianche con la testa marrone, di questo insetto escono dalle uova dopo 3 settimane e si sviluppano in tronchi in decomposizione. Lo stadio larvale dura 30 settimane, mentre lo stadio di pupa è lungo 5 settimane. Successivamente la vita di un esemplare adulto va da 1 a 3 mesi.

## Tassonomia
Sono note le seguenti sottospecie:
- Megasoma elephas elephas - Fabricius, 1775
- Megasoma elephas iijimai - Nagai, 2003
- Megasoma elephas occidentalis - Bolívar et al., 1963